# Indicatif régional 317

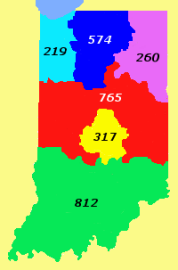
Carte de l'État de l'Indiana avec les territoires de ses indicatifs régionaux. L'indicatif régional 317 est en jaune.

L'indicatif régional 317 est l'un des indicatifs téléphoniques régionaux de l'État de l'Indiana aux États-Unis. Cet indicatif couvre un territoire situé au centre de l'État.
Cet indicatif dessert la plus grande partie de la région métropolitaine d'Indianapolis incluant la ville d'Indianapolis, le comté de Marion ainsi que l'ensemble ou une partie des comtés de Boone, Hancock, Hamilton, Hendricks, Johnson, Madison, Morgan et Shelby.
La carte ci-contre indique en jaune le territoire couvert par l'indicatif 317.
L'indicatif régional 317 fait partie du Plan de numérotation nord-américain.

## Source
- (en) Cet article est partiellement ou en totalité issu de l’article de Wikipédia en anglais intitulé « Area code 317 » (voir la liste des auteurs).